# Teleki-kastély (Marossárpatak)
A marossárpataki Teleki-kastély (románul Castelul Teleki) Romániában, Erdélyben, Maros megyében található. A romániai műemlékek jegyzékében helyi jelentőségű műemlékként a MS-II-m-B-15684 sorszámon szerepel.
A kastélyt Teleki Mihály építtette 1872-ben. 1945-ben államosították, és gyermekotthont alakítottak ki benne a görög függetlenségi és polgárháború menekültjeinek számára. 1951 óta kórházotthon, ahol idős és fogyatékos nőket gondoznak. Teleki Károly visszaigényelte a kastélyt.